# Boophis albipunctatus
Boophis albipunctatus és una espècie de granota de la família dels mantèl·lids endèmica de Madagascar.